# Polignano a Mare (stacja kolejowa)
Polignano a Mare (wł. Stazione di Polignano a Mare) – stacja kolejowa w Polignano a Mare, w prowincji Bari, w regionie Apulia, we Włoszech. Znajduje się na linii Adriatica. 
Według klasyfikacji RFI ma kategorię srebrną.

## Linie kolejowe
- Adriatica